# 断生
断生，源于四川方言，指食物经过烹饪刚好达到成熟的程度。
一说“断生”为俗称的“八分熟”，即把原料加热到无生性气味，并接近成熟的状态。油滑、焯水要以断生为度，这是因为原料经过油滑、焯水后，还要回锅进行正式烹调。因此，要滑到断生为度。如果焯透或滑透，再加锅烹调，菜肴质地就会变得老硬或酥烂散碎不成形，颜色变暗，失去鲜味。油滑、焯水如果达不到断生程度，就会延长烹调时间，造成色泽不艳，异味除不净，影响成菜质量。原料滑制断生后，才有利于下一步烹调。